# دان روني
دان روني (بالإنجليزية: Dan Rooney)‏ هو رائد أعمال ودبلوماسي أمريكي، ولد في 20 يوليو 1932 في بيتسبرغ في الولايات المتحدة، وتوفي بنفس المكان في 13 أبريل 2017.